# 明德邨
明德邨（英語：Ming Tak Estate）是香港的一個公共屋邨，位於新界將軍澳第34區及44區坑口培成里10號，由房屋署總建築師（2）負責設計，於1993年開始興建，並於1996年開始入伙。
明德商場是明德邨的附屬商場，在1999年落成，同年開幕。
顯明苑（英語：Hin Ming Court）、煜明苑（英語：Yuk Ming Court）及和明苑（英語：Wo Ming Court）為明德邨發展計劃的一部份，在建築期間甄選轉為居屋屋苑出售。

## 屋苑資料

### 樓宇

#### 明德邨
| 樓宇名稱（座號） | 樓宇類型                  | 落成年份 | 層數 | 每層伙數 | 每座單位總數（伙） | 建築師              | 承建商   | 提供升降機的廠商 |
| ---------------- | ------------------------- | -------- | ---- | -------- | ------------------ | ------------------- | -------- | ---------------- |
| 明道樓（第1座）  | 和諧一型 （第二代第六款） | 1996年   | 38   | 20       | 1520               | 房屋署總建築師（2） | 煥利建築 | 三菱             |
| 明覺樓（第2座）  | 和諧一型 （第二代第六款） | 1996年   | 38   | 20       | 1520               | 房屋署總建築師（2） | 煥利建築 | 三菱             |

（註：因明德邨發展計劃內的第3、4、5及6座已經轉作居者有其屋計劃屋苑的關係，故此略去部份座號。上述座號是以房屋署Estate Property的記錄及房屋署圖則查閱網為依歸。）
明道樓及明覺樓曾經於2009年上半年進行外牆翻油工程。

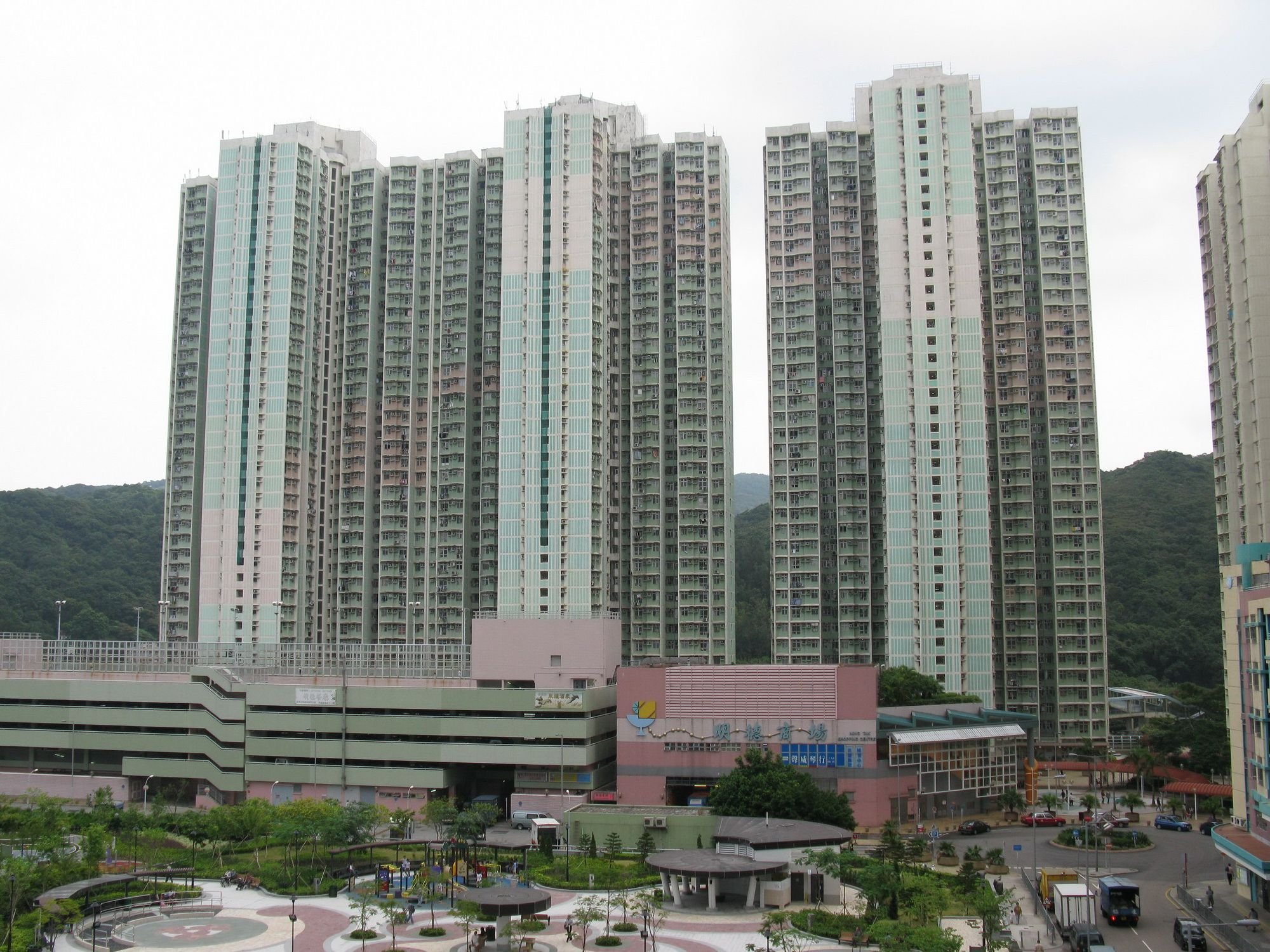
翻油前的明德邨，外牆顏色與顯明苑一樣（2007年10月）
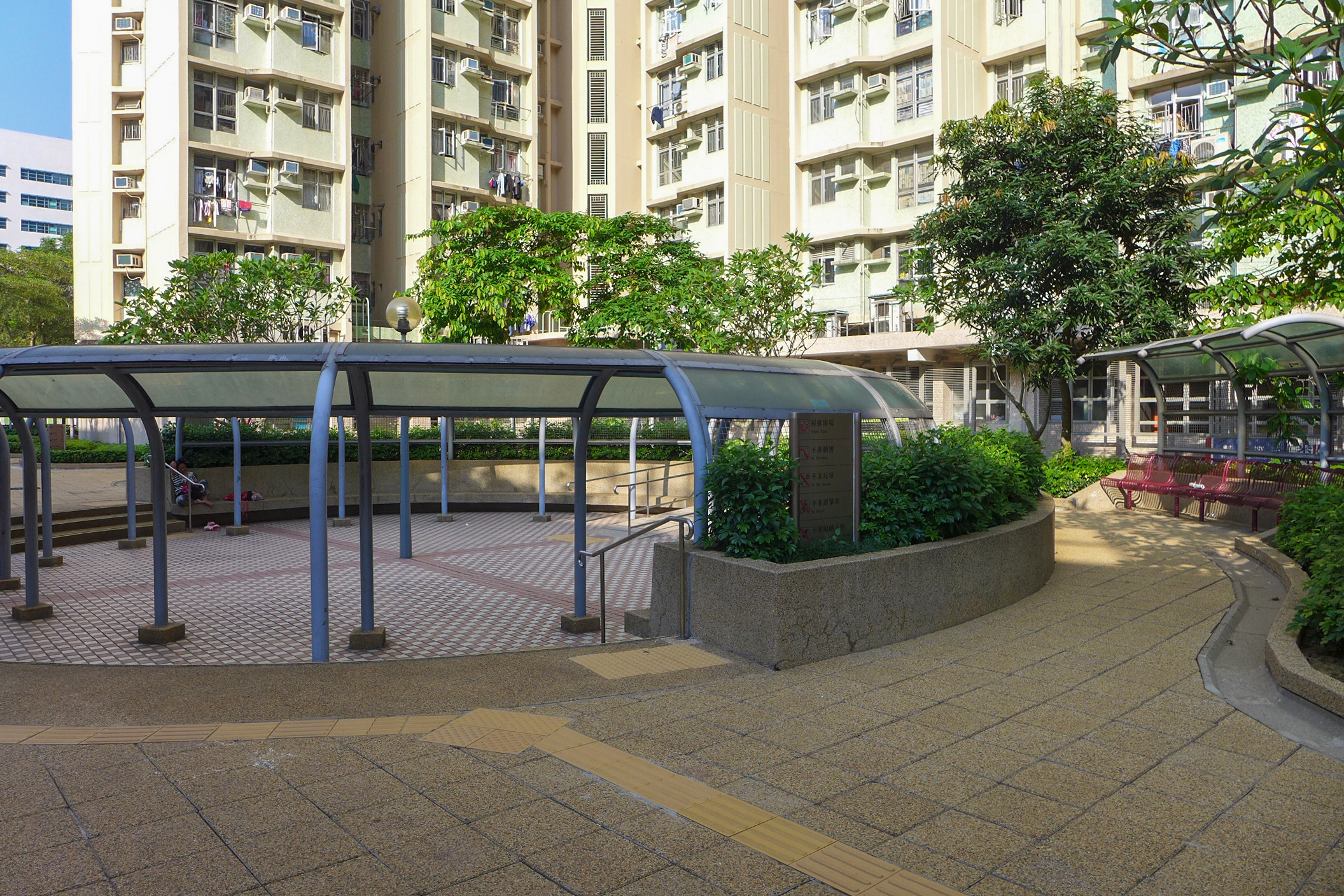
明德邨內的屋邨廣場
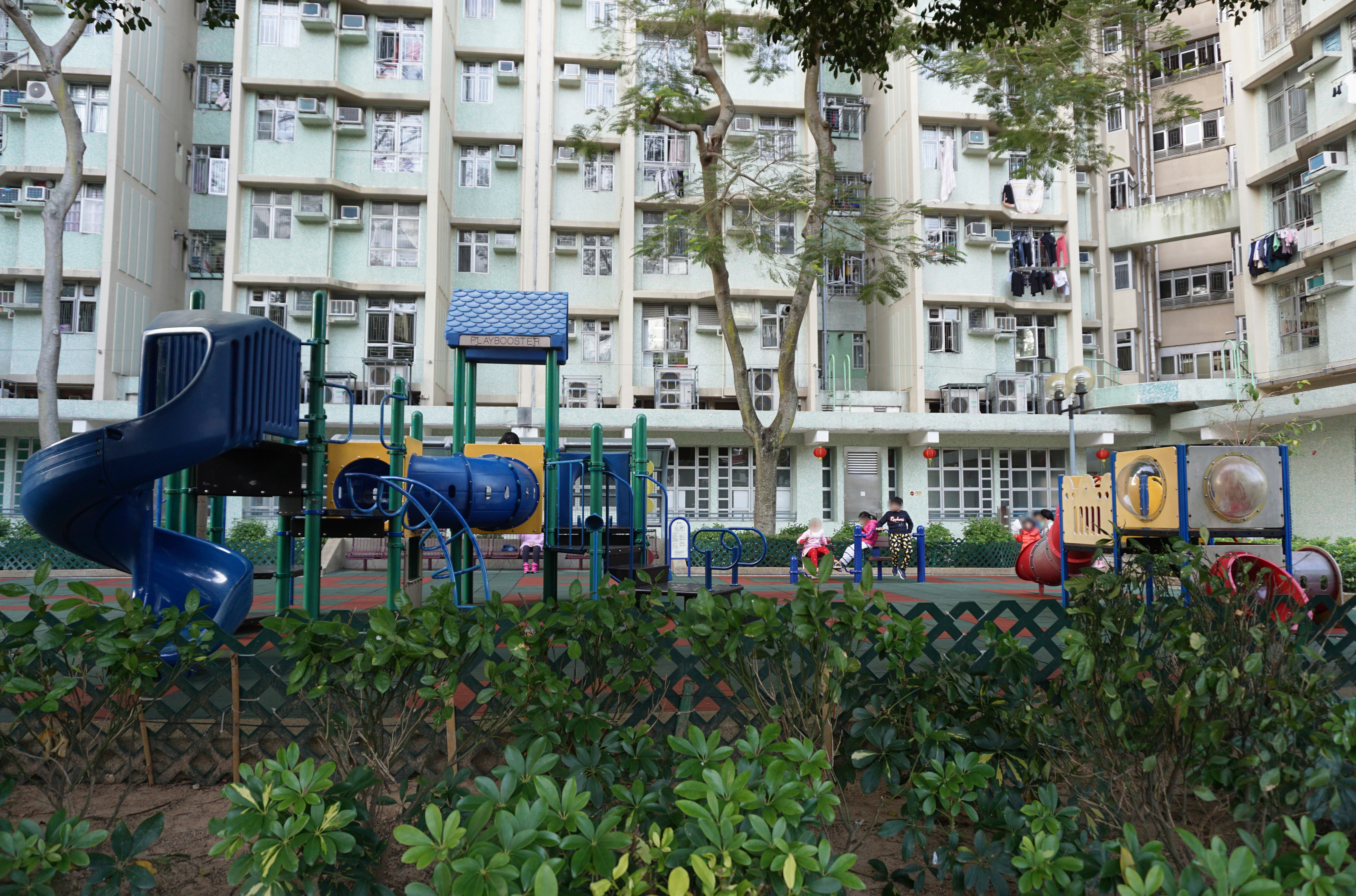
明德邨兒童遊樂場及健體區
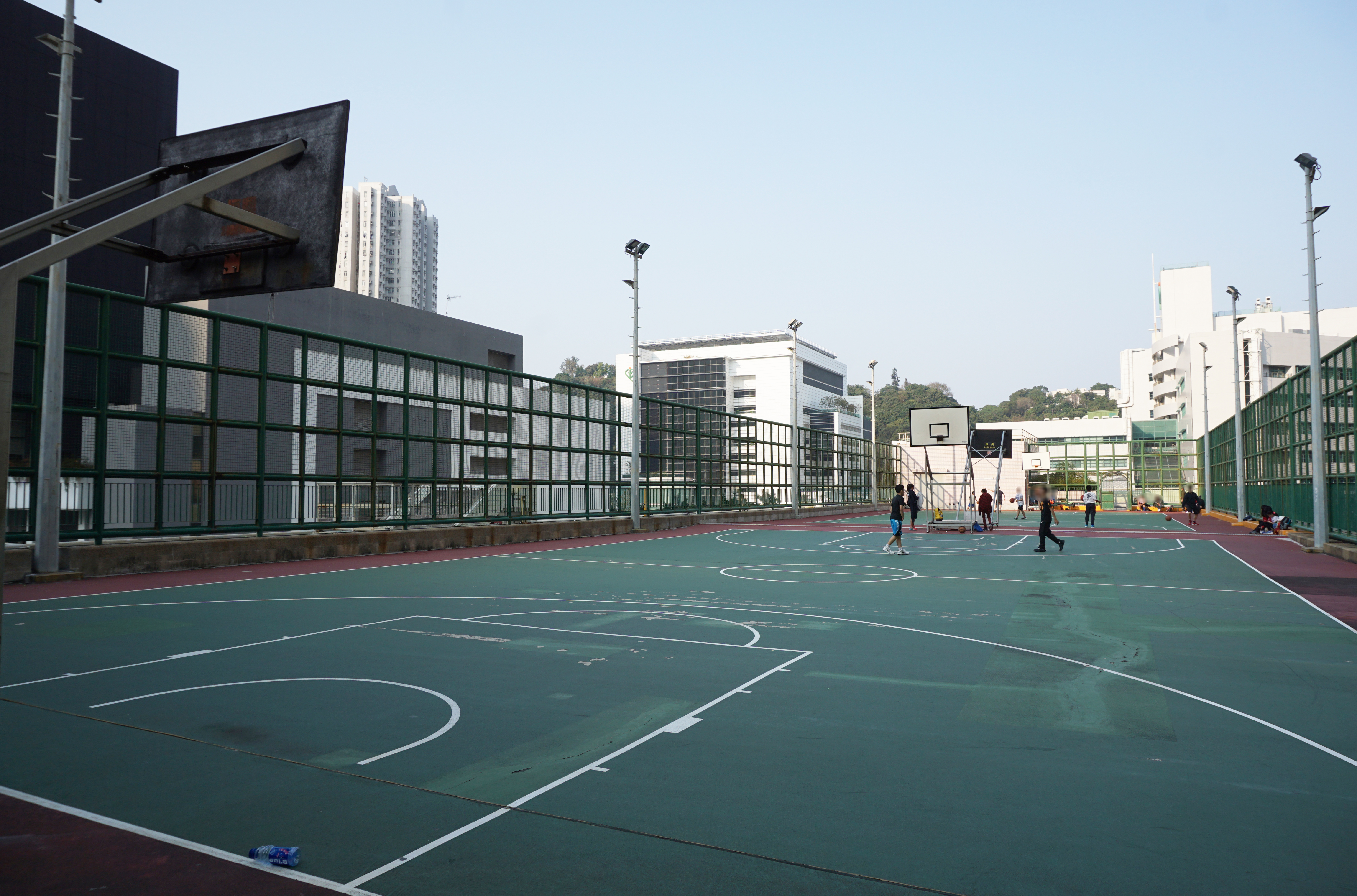
明德邨天台籃球場
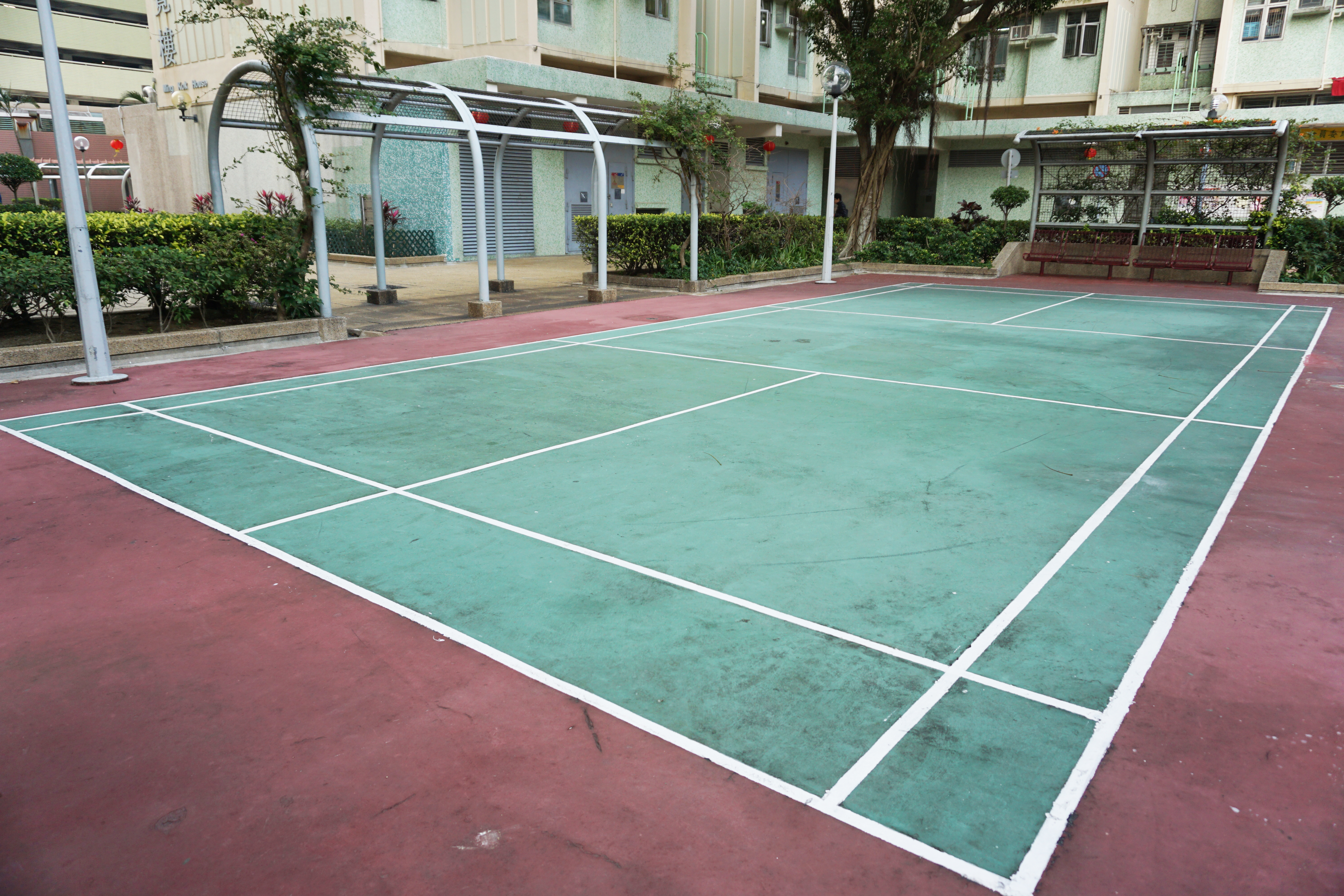
明德邨羽毛球場
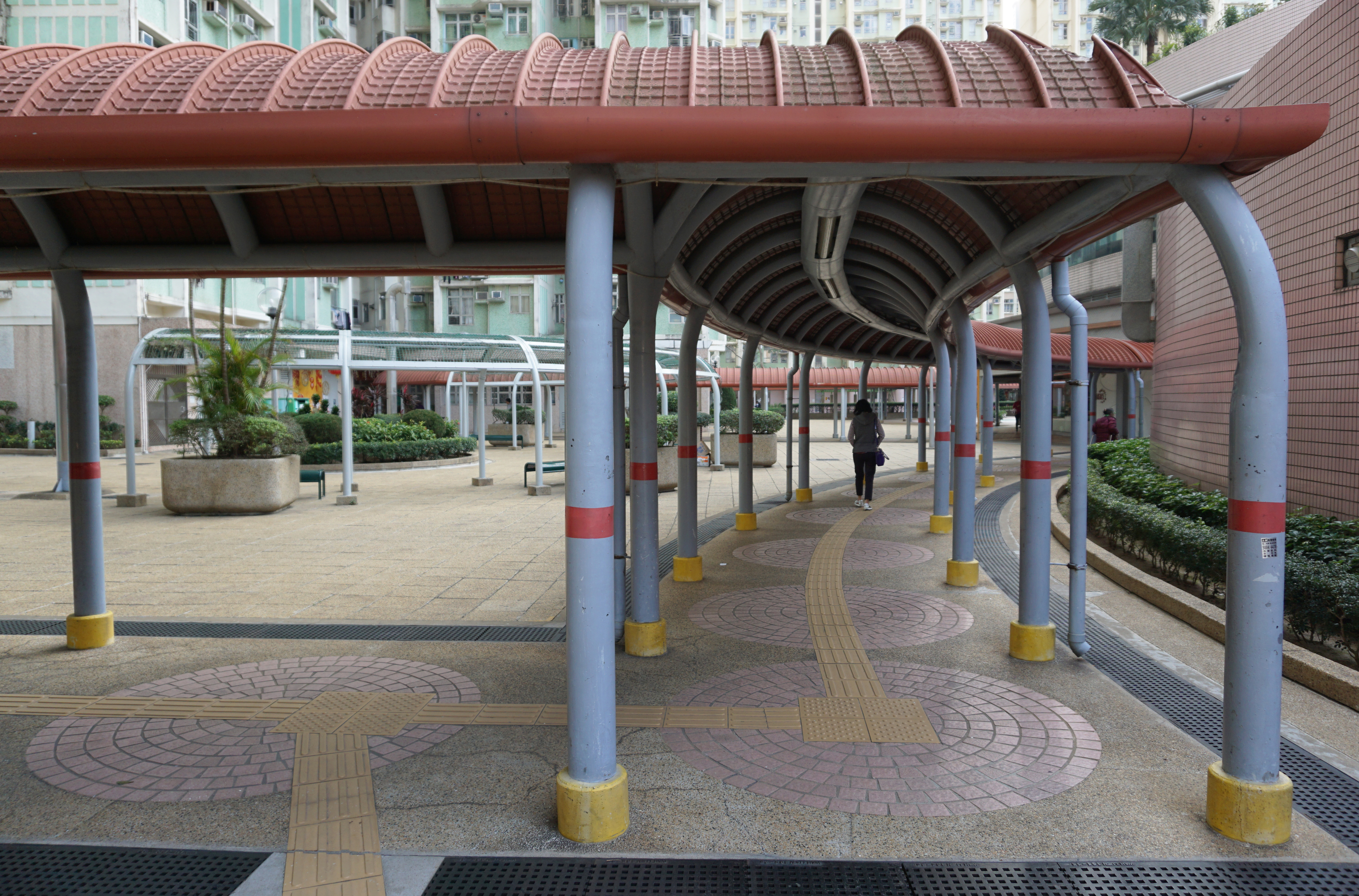
明德邨有蓋行人通道

#### 顯明苑
顯明苑位於明德邨旁邊，有一座和諧一型樓宇，為全港首個設有小型一人單位的居屋屋苑，在1996年落成。
| 樓宇名稱（座號）     | 樓宇類型                  | 落成年份 | 層數 | 每層伙數 | 單位總數（伙） | 建築師              | 承建商   | 提供升降機的廠商 |
| -------------------- | ------------------------- | -------- | ---- | -------- | -------------- | ------------------- | -------- | ---------------- |
| 顯明苑（A座／第3座） | 和諧一型 （第二代第五款） | 1996年   | 38   | 20       | 759            | 房屋署總建築師（2） | 煥利建築 | 三菱             |

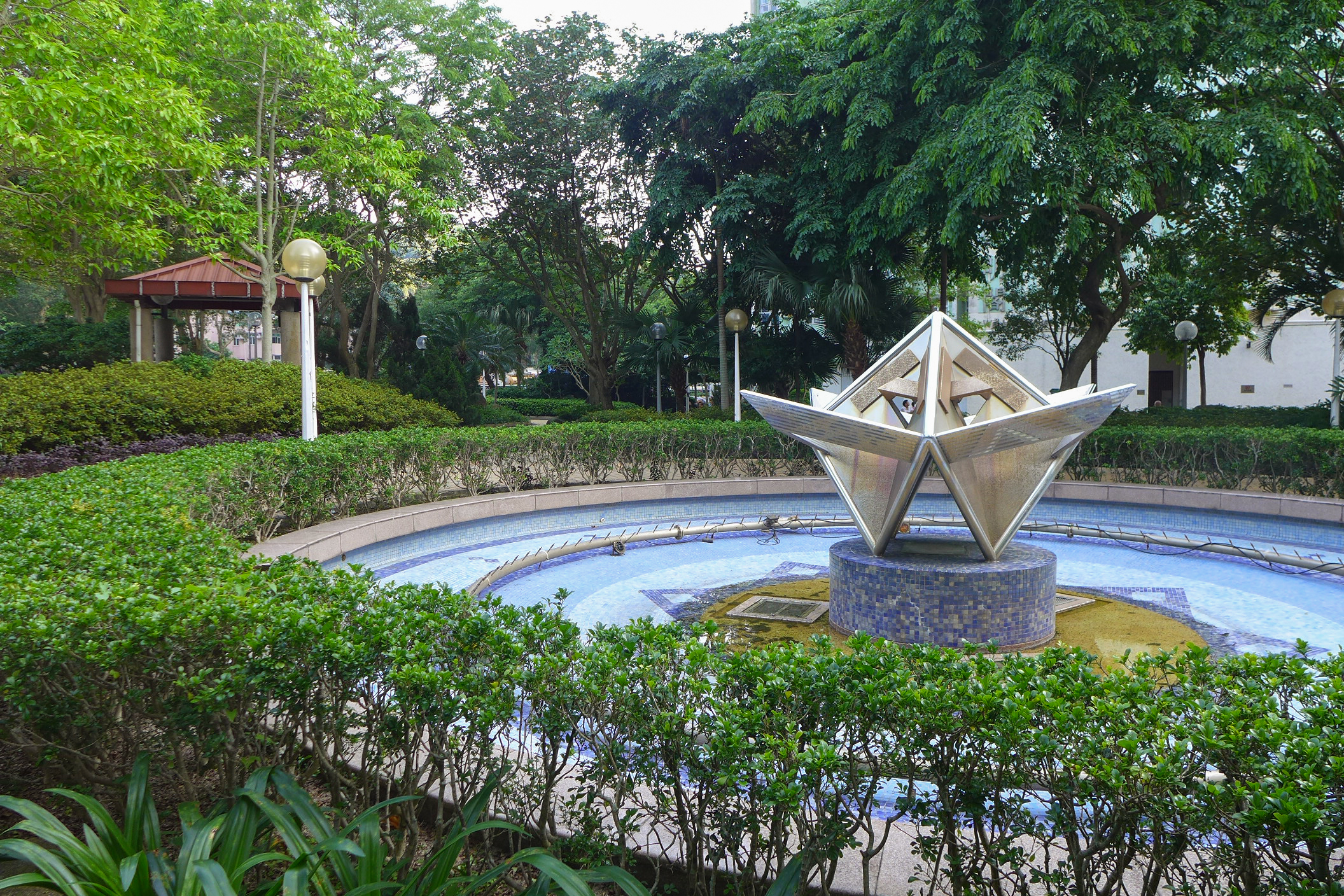
顯明苑已停用水池
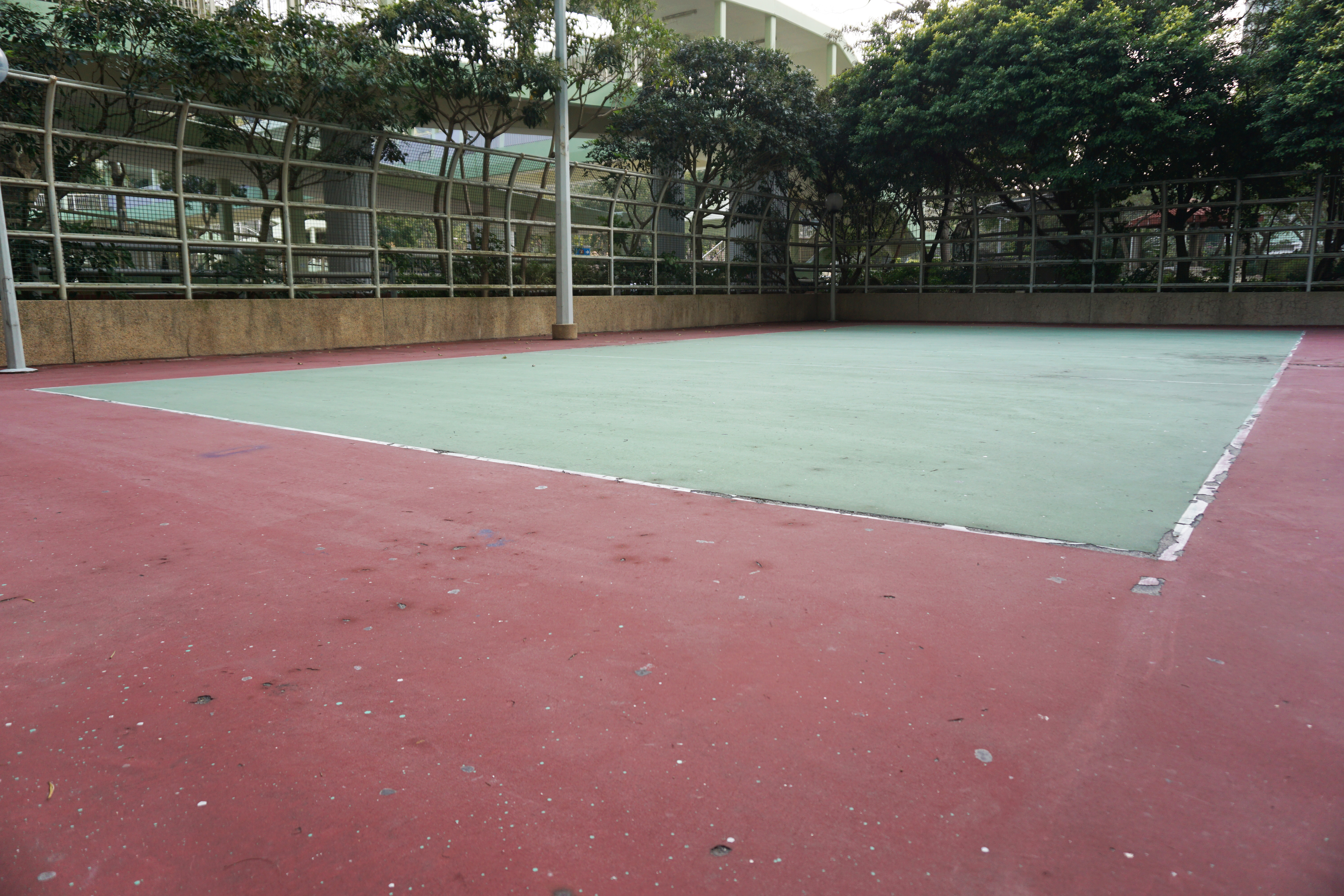
顯明苑排球場（唯不對外開放）
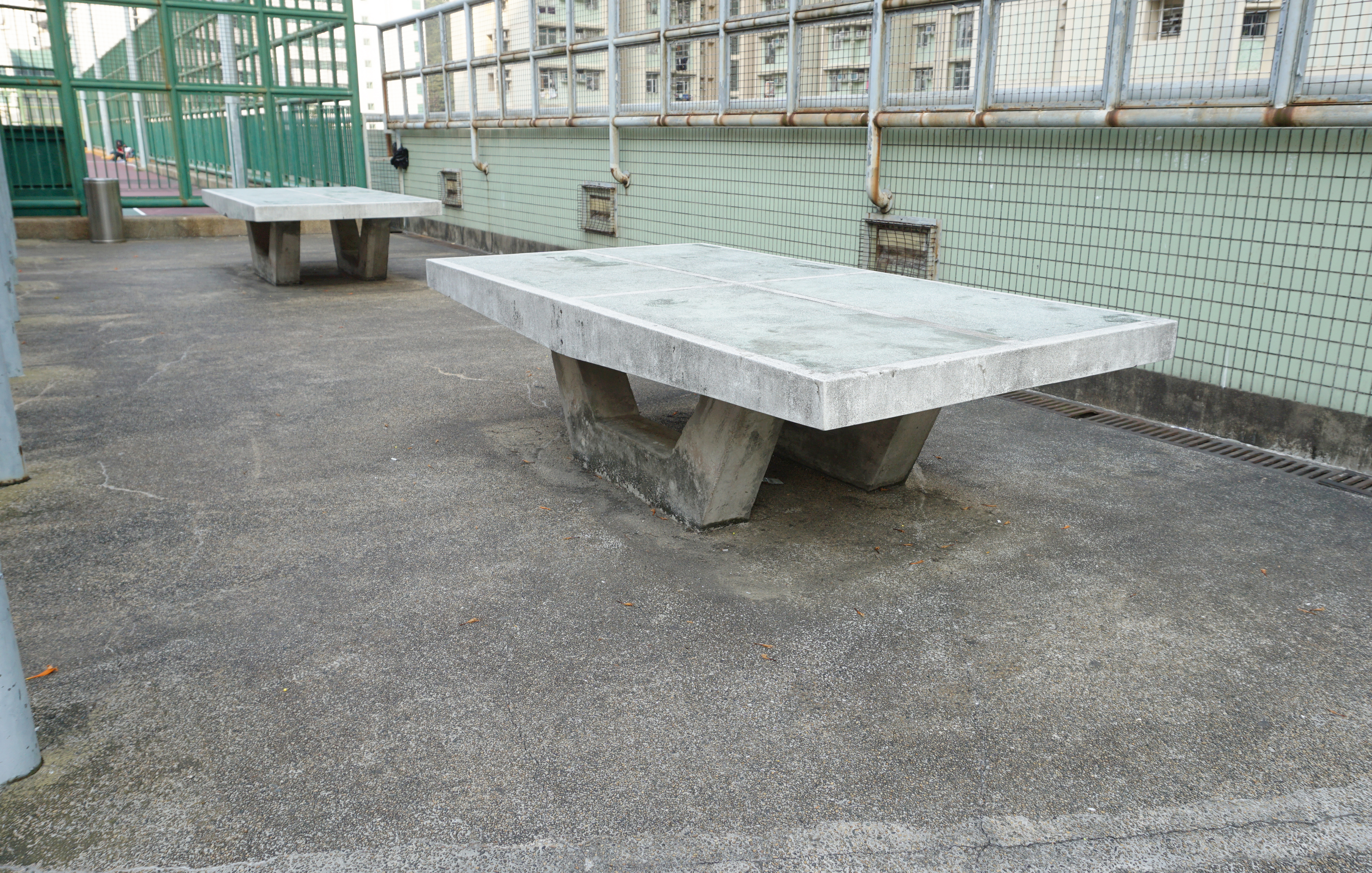
顯明苑乒乓球檯

#### 煜明苑
煜明苑有三座和諧一型樓宇，在1996年落成。
| 樓宇名稱（座號）     | 門牌號碼   | 樓宇類型                  | 落成年份 | 層數 | 每層伙數 | 每座單位總數（伙） | 建築師              | 承建商   | 提供升降機的廠商 |
| -------------------- | ---------- | ------------------------- | -------- | ---- | -------- | ------------------ | ------------------- | -------- | ---------------- |
| 煒明閣（A座／第6座） | 昭信路10號 | 和諧一型 （第二代第七款） | 1996年   | 38   | 16       | 608                | 房屋署總建築師（2） | 祥記馮祥 | 東芝             |
| 焜明閣（B座／第4座） | 銀澳路2號  | 和諧一型 （第二代第七款） | 1996年   | 38   | 16       | 608                | 房屋署總建築師（2） | 祥記馮祥 | 東芝             |
| 熹明閣（C座／第5座） | 銀澳路6號  | 和諧一型 （第二代第七款） | 1996年   | 38   | 16       | 608                | 房屋署總建築師（2） | 祥記馮祥 | 東芝             |

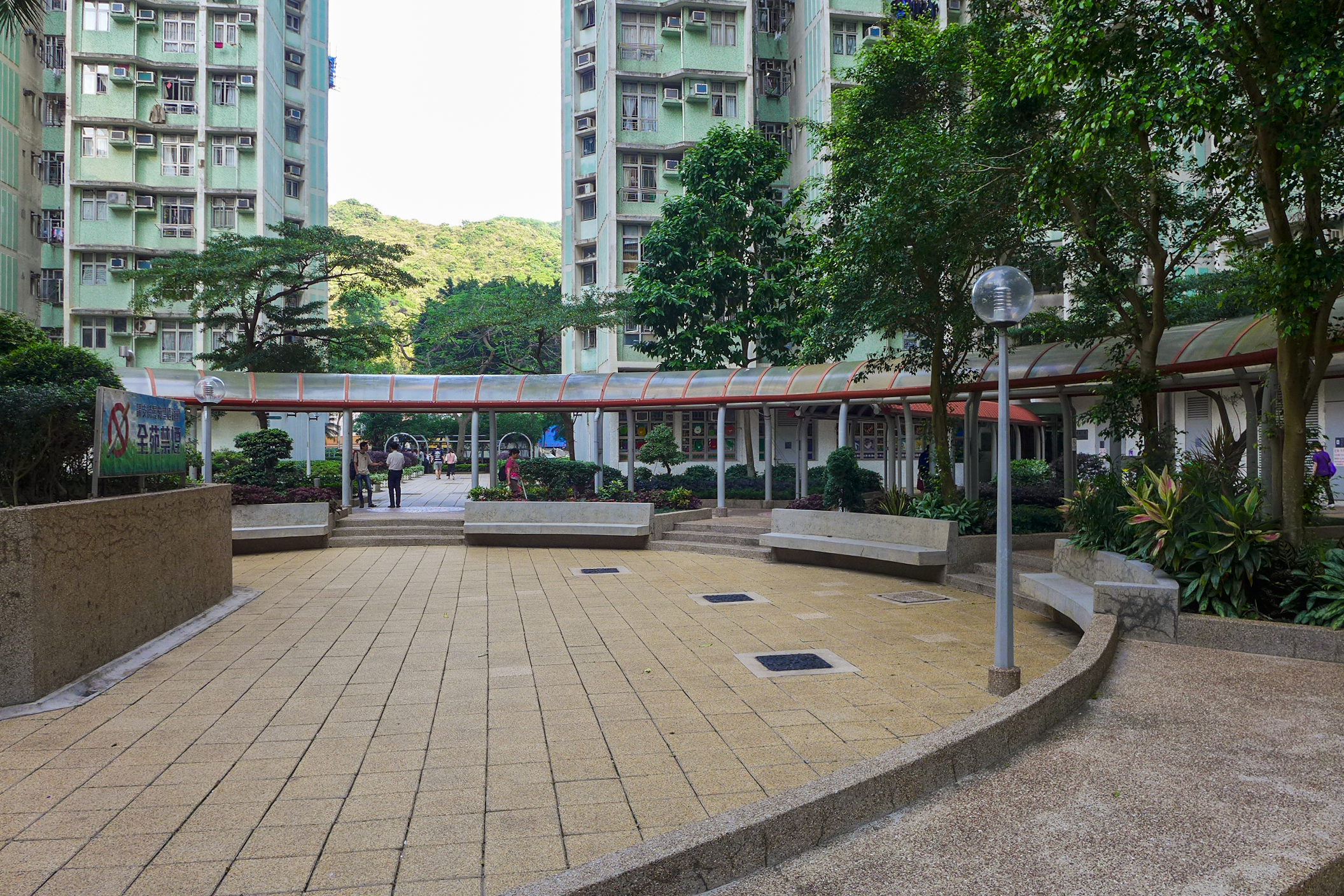
煜明苑休憩空間
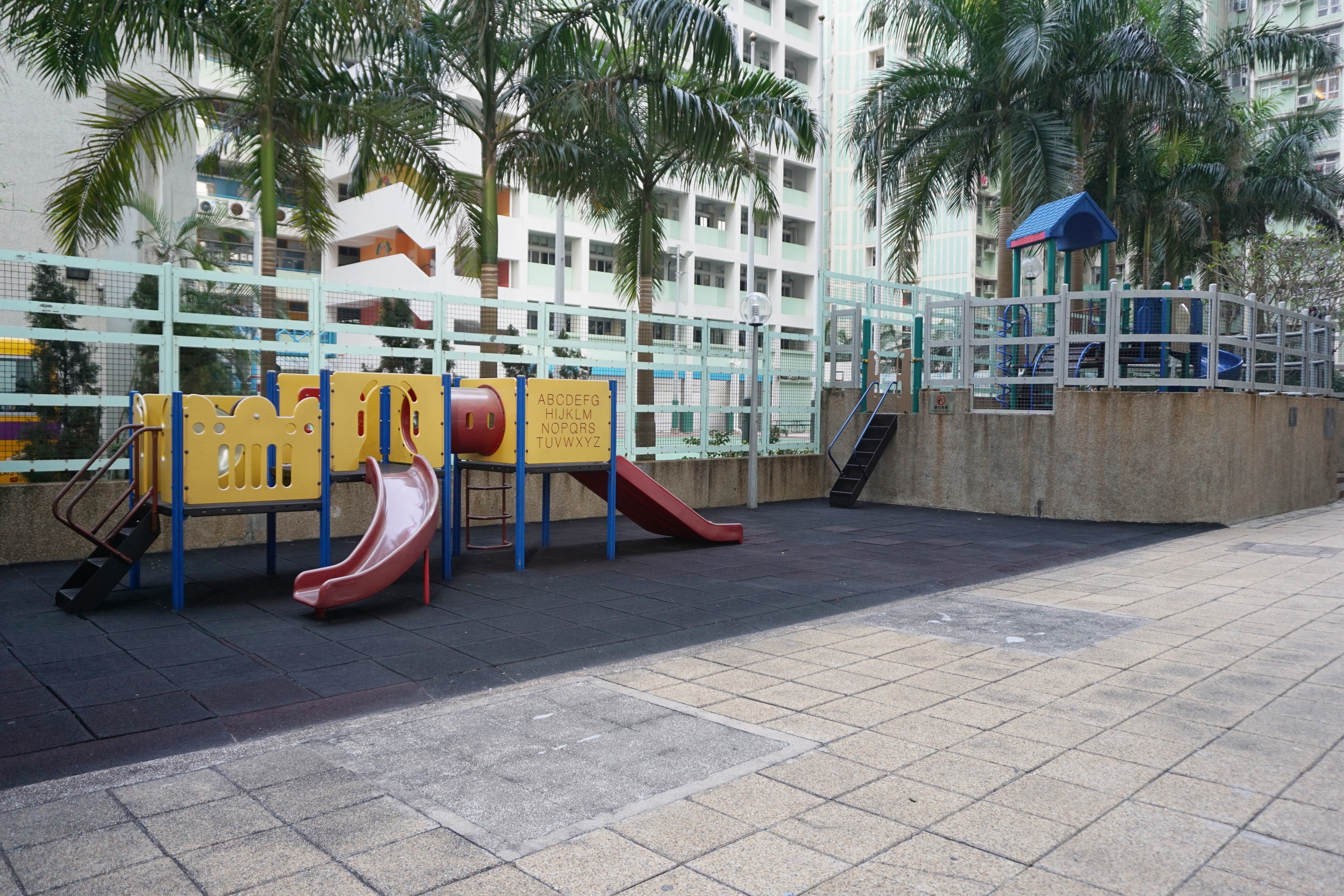
煜明苑兒童遊樂場

#### 和明苑
和明苑有四座樓宇，分兩期出售，第一期A及B座兩座和諧一型樓宇；而第二期C及D座兩座為全港首個採用康和式設計的康和二型樓宇。兩期也在1999年落成，當中第二期於1999年6月竣工。
| 樓宇名稱（座號） | 樓宇類型                    | 落成年份 | 層數 | 每層伙數 | 每座單位總數（伙） | 建築師              | 承建商       | 提供升降機的廠商 | 期數 |
| ---------------- | --------------------------- | -------- | ---- | -------- | ------------------ | ------------------- | ------------ | ---------------- | ---- |
| 和逸閣（A座）    | 和諧一型 （第三代半第七款） | 1999年   | 40   | 16       | 640                | 房屋署總建築師（2） | 保華德祥建築 | 迅達             | 1    |
| 和暉閣（B座）    | 和諧一型 （第三代半第七款） | 1999年   | 40   | 16       | 640                | 房屋署總建築師（2） | 保華德祥建築 | 迅達             | 1    |
| 和暢閣（C座）    | 康和二型第二款              | 1999年   | 30   | 6        | 180                | 房屋署總建築師（2） | 瑞安承建     | 奧的斯           | 2    |
| 和煦閣（D座）    | 康和二型第二款              | 1999年   | 30   | 6        | 180                | 房屋署總建築師（2） | 瑞安承建     | 奧的斯           | 2    |

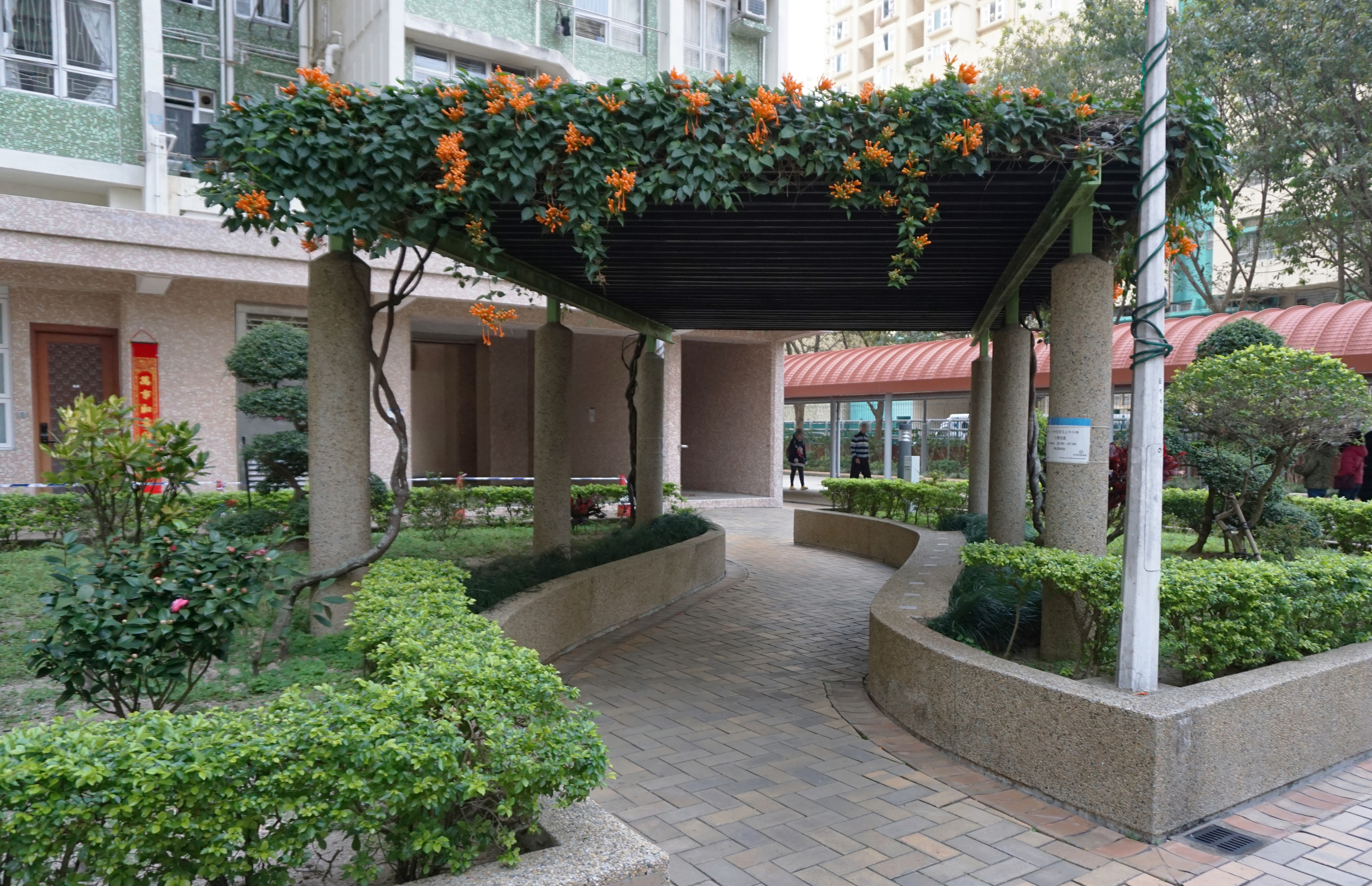
和明苑花園
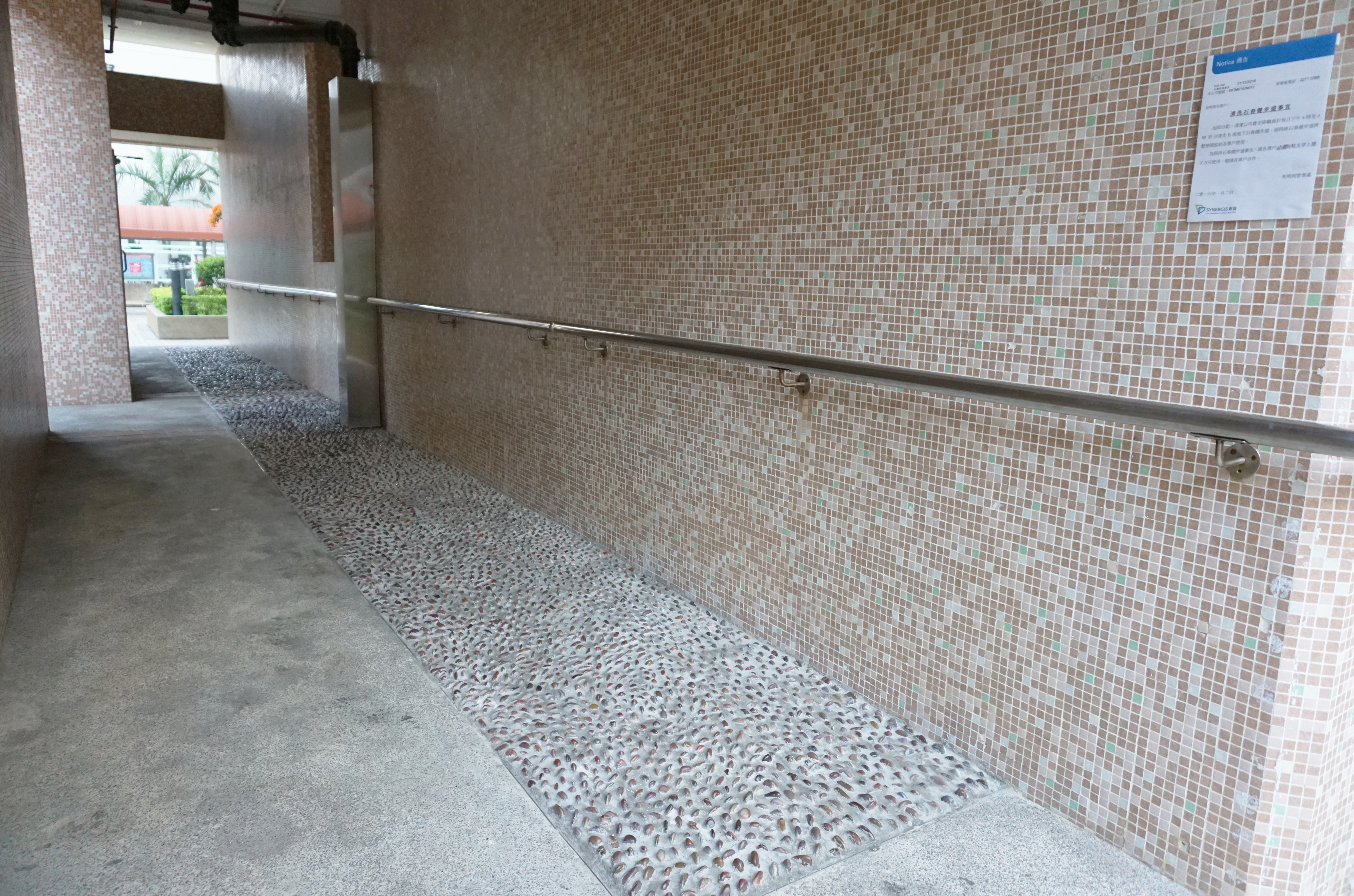
和明苑卵石路步行徑
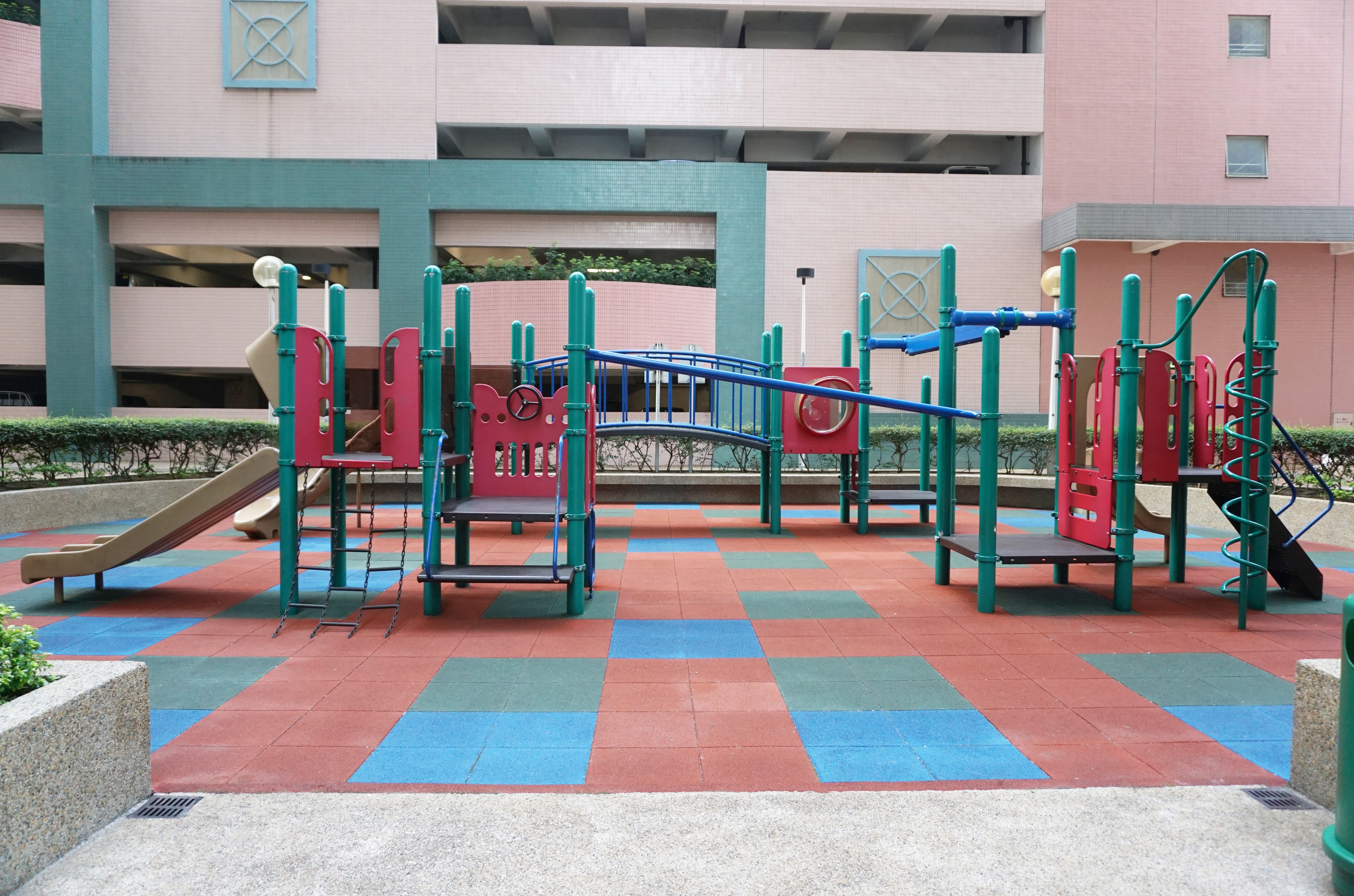
和明苑兒童遊樂場

## 商場
明德商場是明德邨的附屬商場，於1999年開幕。現時為基匯資本旗下的商場。商場共有2層（G/F, 1/F）、合共43間不同行業的店舖，方便市民所需。商場外觀為外牆設計為半圓形；翻新前的商場中庭以熱帶園林為主題，並透過蝴蝶等拼貼以點綴商場觀感與氣氛。
商場原為香港房屋委員會轄下的商場之一；2005年轉由領展房地產投資信託基金旗下，期間將原有人流較為冷清的街市改建為商場擴建部份，提供更多商舖，隨後居民需要前往TKO Gateway的TKO街市（前厚德街市）購物；後來由基滙資本民坊購入並接管此商場，並於2020年中為整個商場翻新，更換大部份商鋪組合，並以「女性友善」為目標，和一口設計合作，把位於商場天台的藍球場進行改善工程，在球場增加符合主題的設施、佈置及字句裝飾。
商場原本設有街市，但該街市生意一直欠佳，人流偏少；後來由領展改建，並增設商舖、翻新洗手間等；不過其洗手間外的通道仍然保留街市原有的去水渠等設備，洗手間內更保留通往外面的鋼製後門。
此外，附近亦有將軍澳大型商場東港城，與和明苑僅一馬路之隔，十分方便。

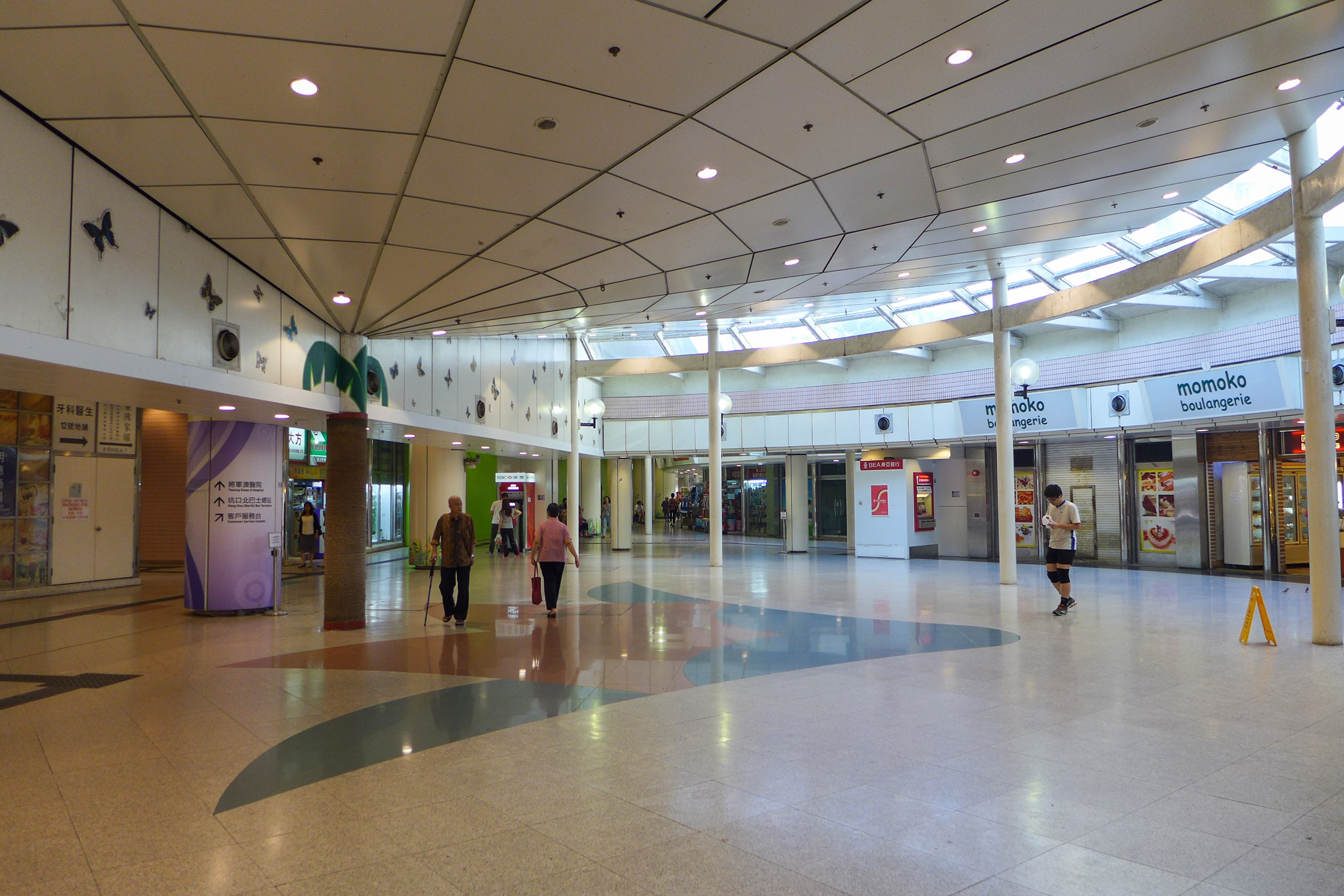
翻新前的明德商場中庭，以熱帶雨林為主題
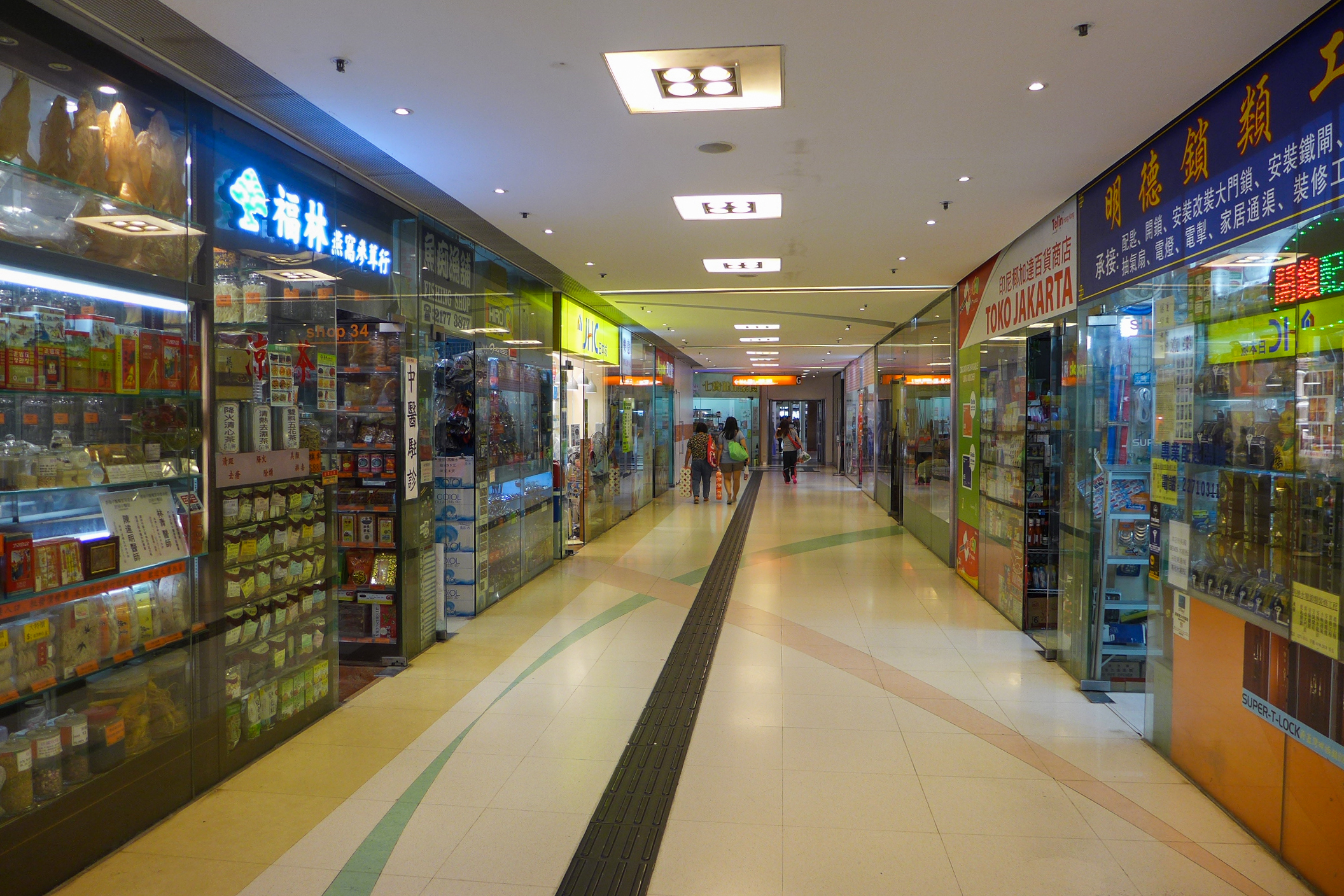
翻新前的明德商場地下，前身為街市的一部份
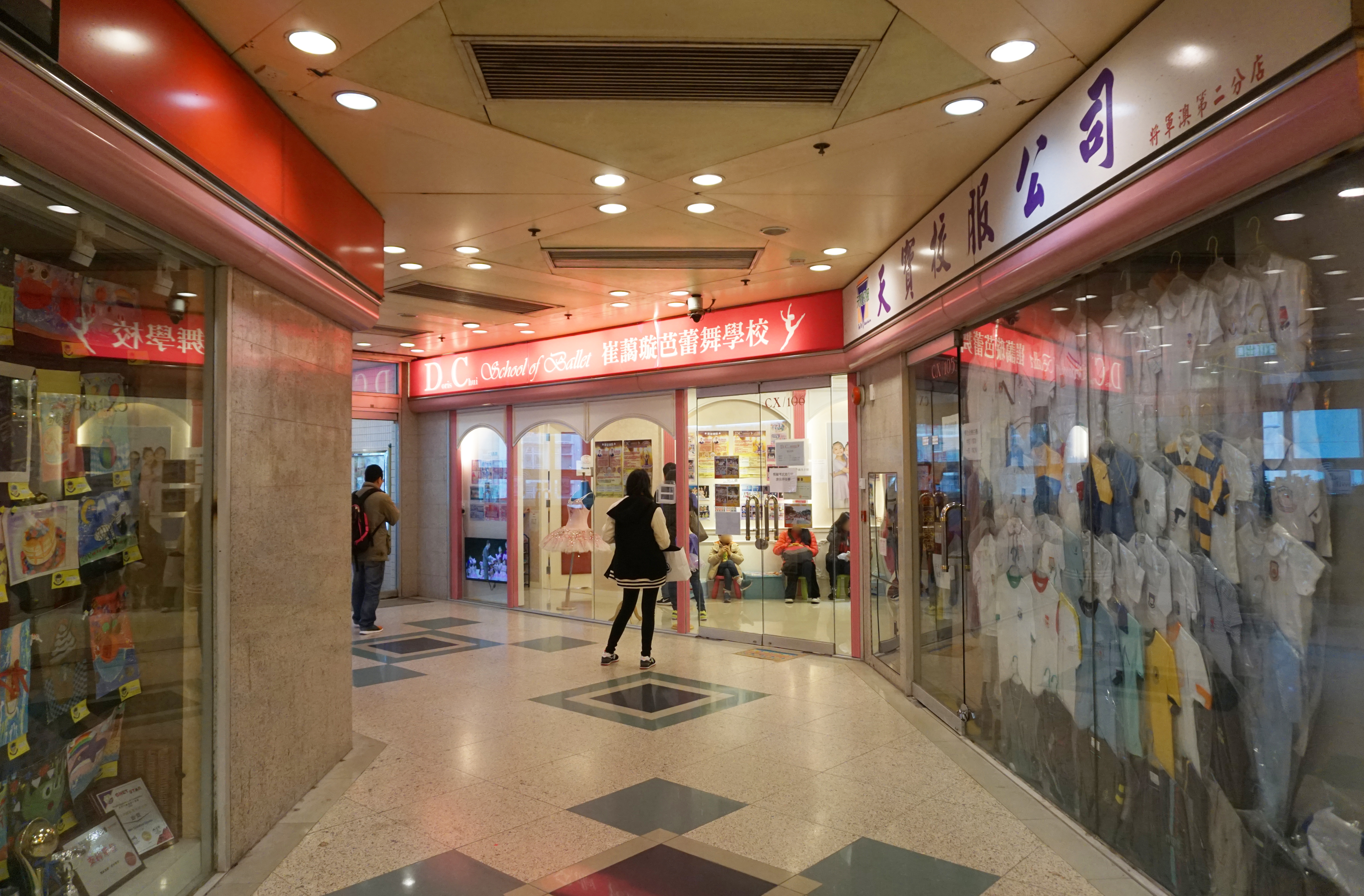
翻新前的明德商場1樓

## 教育及福利設施

### 幼稚園
- 救世軍明德幼兒學校 （1997年創辦）（位於顯明苑B及C翼地下）
- 將軍澳英皇幼稚園 （页面存档备份，存于） （1990年創辦）（位於煜明苑焜明閣地下）
- 香港華人基督會煜明幼稚園 （页面存档备份，存于） （1996年創辦）（位於煜明苑熹明閣地下）
- 青衣商會將軍澳幼稚園 （页面存档备份，存于）（2000年創辦）（位於和明苑A座和逸閣地下）

### 小學
- 仁濟醫院陳耀星小學（1996年創辦）

### 綜合青少年服務中心
- 香港青年協會賽馬會將軍澳青年空間 （页面存档备份，存于） （位於明德邨明覺樓地下）

## 外景拍攝場地
無線電視電視劇《過街英雄》曾在煜明苑取景拍攝，主角森美一家在劇中居住在煜明苑。

## 鄰近地方
- 港鐵坑口站
- 坑口（北）巴士總站
- 將軍澳醫院
- 樂頤居
- 西貢將軍澳政府綜合大樓
- 坑口體育館
- 坑口社區會堂
- 東港城
- 蔚藍灣畔
- 連理街
- 厚德邨
- TKO Gateway
- TKO街市
- 富寧花園
- 安寧花園
- 常寧遊樂場
- 坑口文曲里公園
- 將軍澳室內單車場及體育館
- 將軍澳市鎮公園
- 鴨仔山公園
- 昭明苑

## 參看
- 坑口
- 將軍澳

## 外部連結
- 房委會物業位置及資料 明德邨 （页面存档备份，存于）
- 房委會物業位置及資料 顯明苑 （页面存档备份，存于）
- 房委會物業位置及資料 和明苑 （页面存档备份，存于）
- 房委會物業位置及資料 煜明苑 （页面存档备份，存于）
- 和明苑建築工程 （页面存档备份，存于）－瑞安建業.